# Patrick's Parabox

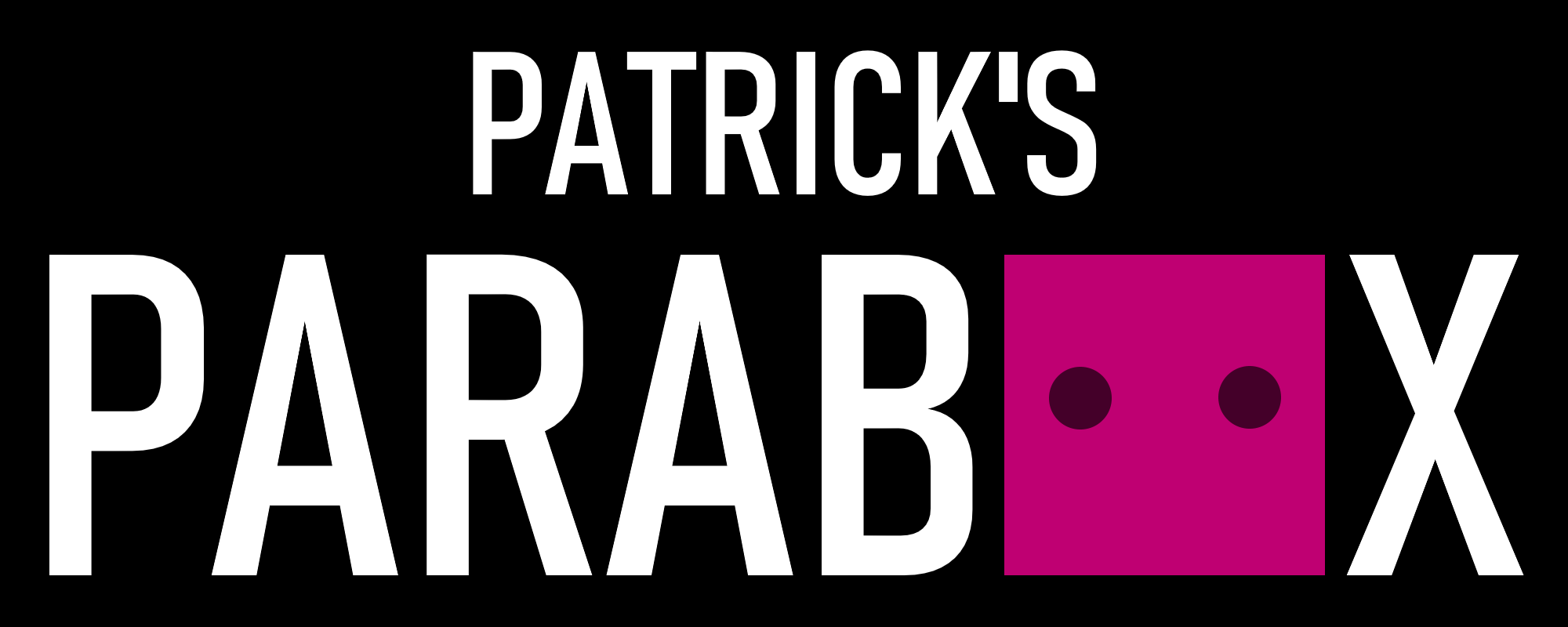
Logo do Patrick's Parabox de 2022.

Patrick's Parabox é um videogame de quebra-cabeça criado pelo desenvolvedor indie Patrick Traynor. Originado como uma pequena demonstração construída em 2020, o jogo foi expandido e lançado em 29 de março de 2022 para PC. O jogo gira em torno de jogar com infinito e recursão, empurrando caixas para dentro e para fora de outras caixas, às vezes dentro e fora de si mesmo, a fim de ganhar o nível colocando caixas em seus espaços.

## Jogabilidade
Em cada nível, o jogador é apresentado a um quebra-cabeça contendo caixas e espaços marcados. Uma das caixas representa o jogador e pode ser controlada. O movimento no jogo é Sokoban - como onde o jogador se move e empurra as caixas ao redor. Além disso, o jogador também pode entrar e sair de caixas. Se uma caixa for empurrada para outra caixa que tenha uma abertura na borda, a caixa encolherá para caber dentro. Por outro lado, se uma caixa for empurrada em direção a uma borda aberta da caixa em que está, ela crescerá e se moverá para fora da caixa. Em alguns níveis, é possível que uma caixa se contenha levando à recursão. Por causa disso, existem maneiras de criar um paradoxo, como empurrar uma caixa para fora de si mesma. Para vencer o nível, todos os espaços marcados devem ser cobertos por caixas e o jogador deve terminar no espaço marcado como gol do jogador. Os níveis seguem um "caminho" principal no jogo, juntamente com níveis secundários como desafios opcionais. O jogo contém mais de 350 níveis.

## Desenvolvimento e lançamento
A ideia para o jogo veio a Traynor quando ele fazia parte do clube de desenvolvimento de jogos da UC San Diego. Começou como um jogo furtivo tipo Sokoban com uma mecânica cooperativa onde um jogador pode empurrar os blocos enquanto o outro jogador é encolhido e pode se mover dentro dos blocos. Traynor pegou essa ideia quatro anos depois e decidiu codificá-la para qualquer número de camadas como um desafio de programação. Os conceitos centrais do jogo foram inspirados por Sokosoko de Juner no itch.io. Durante o desenvolvimento, o jogo emprestou-se a um "formato tradicional de jogo de quebra-cabeça", onde cada quebra-cabeça introduz um novo conceito e se baseia em conceitos anteriores.
O jogo foi desenvolvido com Unity. Os gráficos e animações do jogo foram desenhados por Traynor, e a música foi composta por Priscilla Snow.
Uma versão demo do jogo foi lançada em 16 de junho de 2020. Patrick's Parabox foi lançado em 29 de março de 2022 para Microsoft Windows, Linux e macOS.

## Recepção
Patrick's Parabox ganhou o prêmio "Excellence in Design" no IGF Awards 2020. Ganhou o prêmio "Developer Choice" no IndieCade Festival 2019.
O escritor da Eurogamer, Edward Hawkes, disse que o jogo era uma "masterclass de simplicidade e desafio intrigante", e Katharine Castle de Rock, Paper, Shotgun o descreveu como um "jogo de quebra-cabeça infinitamente agradável". O jogo também recebeu críticas positivas no PCGamer e Kotaku.